# División de Honor (Schach) 2001
Die División de Honor (Schach) 2001 war die siebte Saison der División de Honor und gleichzeitig die 45. Spanische Mannschaftsmeisterschaft im Schach, sie wurde mit zehn Mannschaften ausgetragen. Meister wurde der Aufsteiger CA Tiendas UPI Mancha Real, während der Titelverteidiger CA Gran Canaria (im Vorjahr als CA Palm Oasis Maspalomas am Start) nicht antrat und damit abstieg. Aus der Primera División waren neben CA Tiendas UPI Mancha Real die Mannschaften von CA Valencia-Evajedrez und CA Solvay Torrelavega aufgestiegen. Während Valencia den Klassenerhalt erreichte, musste Torrelavega zusammen mit RC Labradores Sevilla und CA Gran Canaria absteigen.
Zu den Mannschaftskadern der teilnehmenden Vereine siehe Mannschaftskader der División de Honor (Schach) 2001.

## Modus
Die neun teilnehmenden Mannschaften spielten ein einfaches Rundenturnier. Die beiden Letzten (sowie die nicht angetretene Mannschaft von CA Gran Canaria) stiegen in die Primera División ab und wurden durch die Aufsteiger aus der Primera División ersetzt. Gespielt wurde an vier Brettern, über die Platzierung entschied zunächst die Zahl der Brettpunkte (ein Punkt für einen Sieg, ein halber Punkt für ein Remis, kein Punkt für eine Niederlage), anschließend der direkte Vergleich und danach die Anzahl der Mannschaftspunkte (zwei Punkte für einen Sieg, ein Punkt für ein Unentschieden, kein Punkt für eine Niederlage). 

## Termine und Spielort
Das Turnier wurde in Cala Galdana ausgetragen.

## Saisonverlauf
CA Tiendas UPI Mancha Real und CA Reverté Albox lieferten sich einen Zweikampf um den Titel, der am Ende CA Tiendas UPI Mancha Real vorne sah. Neben der nicht zum Turnier angetretenen Auswahl von CA Gran Canaria stand auch CA Solvay Torrelavega vorzeitig als Absteiger fest, während die Entscheidung über den dritten Absteiger erst in der letzten Runde gegen RC Labradores Sevilla fiel.

## Abschlusstabelle
| Pl. | Verein                         | Sp | G | U | V | Brett-P.  | Mannsch.-P. |
| --- | ------------------------------ | -- | - | - | - | --------- | ----------- |
| 01. | CA Tiendas UPI Mancha Real (N) | 8  | 6 | 1 | 1 | 22,5:9,5  | 13:3        |
| 02. | CA Reverté Albox               | 8  | 6 | 2 | 0 | 21,0:11,0 | 14:2        |
| 03. | CE Terrassa-Cirsa              | 8  | 3 | 4 | 1 | 17,0:15,0 | 10:6        |
| 04. | CA Valencia-Evajedrez (N)      | 8  | 4 | 2 | 2 | 16,5:15,5 | 10:6        |
| 05. | CA Marcote Mondariz            | 8  | 4 | 0 | 4 | 16,0:16,0 | 8:8         |
| 06. | CE Vulcà Barcelona             | 8  | 3 | 2 | 3 | 16,0:16,0 | 8:8         |
| 07. | UE Foment Martinenc Barcelona  | 8  | 1 | 4 | 3 | 13,5:18,5 | 6:10        |
| 08. | RC Labradores Sevilla          | 8  | 1 | 1 | 6 | 12,5:19,5 | 3:13        |
| 09. | CA Solvay Torrelavega (N)      | 8  | 0 | 0 | 8 | 9,0:23,0  | 0:16        |
| 10. | CA Gran Canaria (M)            | 0  | 0 | 0 | 0 | 0,0:0,0   | 0:0         |

### Entscheidungen
|     | spanischer Mannschaftsmeister: CA Tiendas UPI Mancha Real                                        |
|     | Absteiger in die Primera División: RC Labradores Sevilla, CA Solvay Torrelavega, CA Gran Canaria |
| (M) | Titelverteidiger                                                                                 |
| (N) | Vorjahresaufsteiger                                                                              |

### Kreuztabelle
| Ergebnisse | Ergebnisse                    | 01. | 02. | 03. | 04. | 05. | 06. | 07. | 08. | 09. | 10. |
| ---------- | ----------------------------- | --- | --- | --- | --- | --- | --- | --- | --- | --- | --- |
| 01.        | CA Tiendas UPI Mancha Real    |     | 2   | 3   | 1½  | 2½  | 3   | 4   | 3½  | 3   |     |
| 02.        | CA Reverté Albox              | 2   |     | 2   | 3   | 3   | 3   | 2½  | 2½  | 3   |     |
| 03.        | CE Terrassa-Cirsa             | 1   | 2   |     | 2   | 2½  | 2   | 2   | 3   | 2½  |     |
| 04.        | CA Valencia-Evajedrez         | 2½  | 1   | 2   |     | 2½  | 1½  | 2   | 2½  | 2½  |     |
| 05.        | CA Marcote Mondariz           | 1½  | 1   | 1½  | 1½  |     | 2½  | 3   | 2½  | 2½  |     |
| 06.        | CE Vulcà Barcelona            | 1   | 1   | 2   | 2½  | 1½  |     | 2   | 2½  | 3½  |     |
| 07.        | UE Foment Martinenc Barcelona | 0   | 1½  | 2   | 2   | 1   | 2   |     | 2   | 3   |     |
| 08.        | RC Labradores Sevilla         | ½   | 1½  | 1   | 1½  | 1½  | 1½  | 2   |     | 3   |     |
| 09.        | CA Solvay Torrelavega         | 1   | 1   | 1½  | 1½  | 1½  | ½   | 1   | 1   |     |     |
| 10.        | CA Gran Canaria               |     |     |     |     |     |     |     |     |     |     |

## Die Meistermannschaft
| 1.            | CA Tiendas UPI Mancha Real                                                                                                |
| Schachfiguren | Alexei Schirow, Michael Adams, Daniel Cámpora, Manuel Rivas Pastor, Sebastián Almagro Mazariegos, Francisco Ruiz Jiménez. |